# El Gattous
El Gattous (Le Chat en français) est un hebdomadaire satirique arabophone tunisien lancé le 18 août 2011. Il est imprimé chaque jeudi sur quatre pages en format tabloïd.
Fondé par Slim Boukhdir, il compte parmi ses contributeurs Taoufik Ben Brik, journaliste et écrivain connu pour son opposition au régime déchu de Zine el-Abidine Ben Ali. Il est illustré par des caricatures de Mohamed Adel Zaza.
Le prix de vente est fixé à 500 millimes.